# Inari (bóstwo)

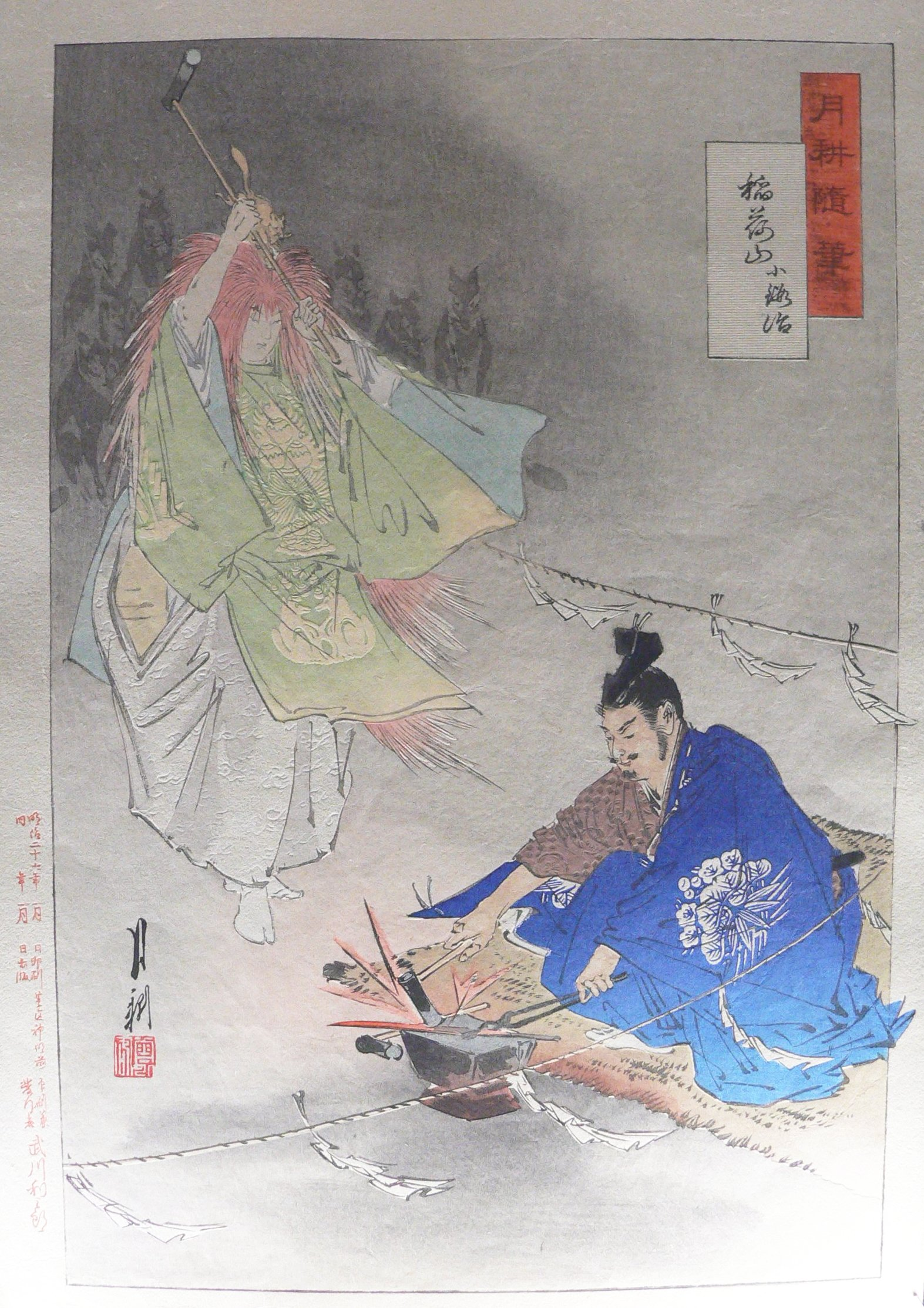
Inari i jego lisy pomagają płatnerzowi Munechice wykuć ostrze kogitsune-maru (Mały Lis), pod koniec X wieku. Legenda ta jest przedmiotem sztuki nō Sanjo Kokaji

Inari (jap. 稲荷) – japońskie bóstwo (kami) płodności, ryżu, rolnictwa, lisów, przemysłu i powodzenia. Przedstawiane jest jako istota męska, żeńska, a także androgyniczna, a niekiedy także jako trzy lub pięć odrębnych kami. Inari jest popularnym bóstwem zarówno w wierzeniach shintō jak i buddyjskich, z licznymi chramami na terenie całej Japonii. Jego wysłannikami są zenko (善狐, dobre lisy), przedstawiane jako białe lisy.

## Opis
Najpopularniejszymi przedstawieniami Inari są młoda bogini żywności, stary człowiek niosący ryż i androgyniczny bodhisattwa. Płeć wizerunku nie jest ustalona i ulega zmianie w zależności od miejscowych tradycji i indywidualnych wierzeń. Z powodu bliskich związków z lisami, Inari przedstawiany jest niekiedy jako lis, aczkolwiek spotyka się to ze sprzeciwem kapłanów tak shintō, jak i buddyzmu. Inari pojawia się również jako wąż lub smok, a w jednej z opowieści ludowych objawia się niegodziwym jako potworny pająk.
Inari bywa identyfikowany z innymi mitycznymi postaciami. Niektórzy uczeni sugerują, że Inari jest tożsamy z Uga-no-Mitama i Uka-no-Mitama (parą bóstw związanych z rolnictwem), a także Ōgetsuhime z Kojiki. Inari bywa także identyfikowany ze wszystkimi kami zboża
Żeński aspekt Inari niekiedy jest identyfikowany z Dakiniten, buddyjskim bóstwem będącym japońskim wariantem hinduskiej Dakini, a także z Benzaiten, jedną z siedmiu bogów szczęścia. Dakiniten przedstawiana jest jako żeńska lub androgyniczna bodhisattwa, dosiadająca latającego białego lisa. 
Inari często czczony jest jako troje kami (Inari sanza); od okresu Kamakura, ilość kami rosła niekiedy do pięciu (Inari goza). Tożsamość tych kami zmieniała się z czasem. Zgodnie z zapisami w Fushimi Inari (najstarszej świątyni Inari), początkowo były to Izanagi, Izanami, Ninigi, Wakumusubi, oraz bóstwa żywności. Obecnie Fushimi Inari identyfikuje Inari z Ukanomitamą, Sadahiko, Omiyanome, Tanaka i Shi. Z kolei w Takekoma Inari (drugim najstarszym chramem Inari) czci się Ukanomitamę, Ukemochi i Wakumusubi. W Nijuni shaki, troje kami identyfikuje się jako Omiyame no mikoto (woda) Ukanomitama no mikoto (zboże) i Sarutahiko no mikami (pole).
Powszechnie stosowanymi symbolami Inari są lis i klejnot spełniający życzenia. Innymi często spotykanymi elementami przedstawienia tego bóstwa (a czasami także jego lisów) są sierp, worek z ryżem i miecz. Atrybutem Inari jest także bicz, obdarzony mocą niszczenia zbiorów ryżu.

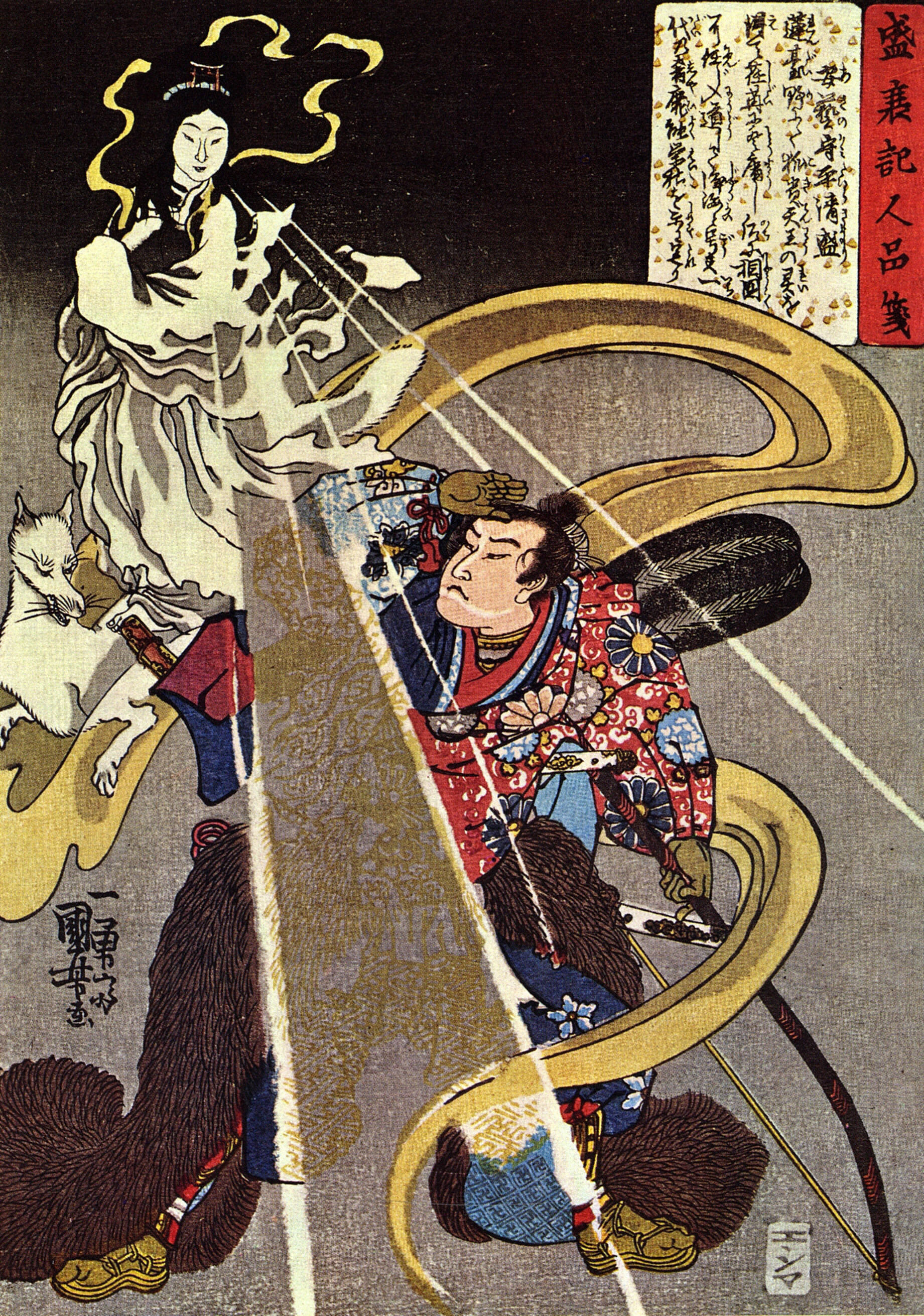
Inari ukazuje się wojownikowi. Na ilustracji widoczne są wpływy buddyjskiego bóstwa Dakiniten

## Historia
Pochodzenie kultu Inari nie zostało całkowicie wyjaśnione. Większość uczonych jest zgodna, że imię "Inari" pochodzi od słów ine-nari (rosnący ryż). Pierwsze znane użycie współczesnych znaków kanji oznaczających "przenoszenie ryżu" pojawia się w 827 r. w Ruiju Kokushi. Wiadomo, że kult Inari istniał przynajmniej od 711 r., daty oficjalnego założenia chramu na górze Inari w Fushimi. Uczeni, jak np. Kazuo Higo, uważają, że kult Inari pojawił się wcześniej; sugeruje się, że formalny kult Inari jako bóstwo rolnictwa został zapoczątkowany przez klan Hata pod koniec VI wieku. Imię Inari nie pojawia się w klasycznej japońskiej mitologii.
Kult Inari rozpowszechnił się w okresie Heian. W 823 r. Kūkai, założyciel buddyjskiej sekty Shingon, uznał Inari za kami opiekuńcze chramu To-ji po tym, jak ofiarował mu go cesarz Saga. W 827 r. dwór uznał Inari za bóstwo piątej rangi, co zwiększyło jego popularność w stolicy. Ranga Inari była następnie zwiększana, a w 942 r. cesarz Suzaku przyznał mu najwyższą rangę jako podziękowanie za pomoc w pokonaniu rebelii. Główny ośrodek kultu Inari, chram Fushimi Inari-taisha znalazł się pośród dwudziestu dwóch chramów objętych cesarskim patronatem. Drugi chram Inari, Takekoma Inari, został założony pod koniec X wieku. Popularność Inari cały czas rosła. W 1072 r. chram Fushimi, będący już wtedy popularnym miejscem pielgrzymek, zyskał dodatkową sławę i honor gdy stał się celem pielgrzymki cesarskiej. Do 1338 r. organizowany przez chram festyn dorównał słynnemu festynowi Gion w Kioto.
W 1468 r., podczas wojny Ōnin, chram Fushimi został w całości spalony. Odbudowa trwała około trzydzieści lat, a nowy budynek został poświęcony w 1499 r. O ile w starym chramie cześć trojgu kami oddawana była w trzech osobnych budowlach, w nowym pięcioro bóstw znalazło się pod jednym dachem. Nowy chram po raz pierwszy zawierał świątynię buddyjską, a dziedziczenie urzędów kapłańskich zostało rozciągnięte na klan Kada. 

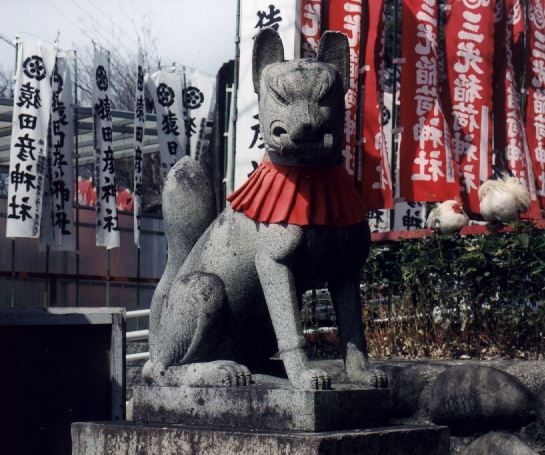
Statua lisa w chramie na zamku Inuyama. Chramy Inari znajdują się w wielu japońskich zamkach

W okresie Edo, kult Inari rozprzestrzenił się na całą Japonię, szczególnie popularny stając się w stolicy. Istotnie przyczynili się do tego daimyō, którzy zmieniając domeny zabierali ze sobą znajdujące się w zamkach chramy Inari. Powstawanie zamkowych chramów wiązało się z kultem Inari jako patrona kowali i wojowników. Z kolei na wybrzeżach zaczął być czczony jako bóstwo rybaków, zdrowia (przypisuje się mu uzdrowienia z bólu zębów, złamań, i kiły) oraz płodności. W Edo był wzywany dla obrony przed pożarami. Stał się także patronem aktorów i prostytutek, jako że jego chramy często budowano w pobliżu zamieszkanych przez nich dzielnic. Jako Spełniający-Pragnienia-Inari zaczął być czczony jako bóstwo szczęścia i dostatku. 
Po tym jak rząd oficjalnie nakazał rozdzielenie buddyzmu i shintō, w wielu chramach Inari nastąpiły zmiany. W chramie Fushimi Inari budynki o wyraźnie buddyjskim charakterze zostały wyburzone. Niektóre świątynie buddyjskie kontynuowały kult Inari, argumentując że w rzeczywistości zawsze oddawano w nich cześć buddyjskim bóstwom (najczęściej Dakiniten), postrzeganym przez zwykłych ludzi jako Inari. 
W późnym okresie Edo, gdy ryż jako miernik bogactwa zastąpiony został przez pieniądz, rola Inari jako kami powodzenia została rozszerzona na wszystkie aspekty finansów, biznesu i przemysłu. Na początku XIX wieku wyznawcy Inari w mennicy Ginza bili monety przeznaczone na ofiarę dla Inari, przedstawiające dwa lisy i klejnot bądź też znaki "długie życie" i "szczęście".

## Świątynie i ofiary

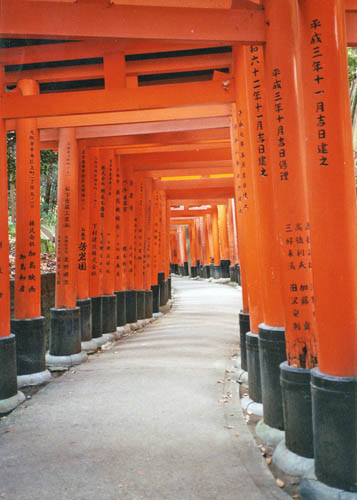
Czerwone torii w chramie Fushimi Inari w Kioto

Inari jest popularnym bóstwem, któremu poświęcono wiele chramów w całej Japonii. Zgodnie z przeprowadzonym w 1985 r. przez Stowarzyszenie Chramów Shintō (jap. Jinja Honchō) przeglądem, Inari poświęcone jest 32 000 chramów – ponad jedna trzecia chramów w Japonii. W liczbie tej zawierają się jedynie chramy ze stale rezydującymi kapłanami; nie obejmuje ona małych chramów przydrożnych, polnych i znajdujących się w biurach. Szacuje się, że gdyby wliczyć je wszystkie, ilość przybytków poświęconych Inari wzrosłaby przynajmniej dziesięciokrotnie. 
Pięć najważniejszych chramów Inari w Japonii to:
- Fushimi Inari-taisha w Kioto (główne sanktuarium)
- Kasama Inari-jinja w Ibaragi
- Takekoma Inari-jinja w Miyagi
- Yūtoku Inari-jinja w Saga
- Taikodani Inari-jinja w Tsuwano[18].

Wejście do chramu Inari oznaczone jest przez torii w kolorze chińskiej czerwieni oraz statuy lisów, przyozdobione niekiedy przez wyznawców w yodare-kake (rodzaj śliniaczka). Posągi lisów zazwyczaj stawiane są w parach, symbolizujących męski i żeński aspekt bóstwa. Posągi te rzadko kiedy są realistyczne; najczęściej są stylizowane, wyobrażając siedzące zwierzę, z ogonem uniesionym do góry, i patrzące do tyłu. Pomimo wspólnych cech, każda statua ma unikatowy charakter – nie ma dwóch identycznych.
W chramach składane są ofiary z żywności, przede wszystkim z ryżu i sake. Przeznaczone są one dla lisich sług Inari; wierzy się, że dzięki temu będą one orędować przed bóstwem na rzecz ofiarodawcy. Inne ofiary obejmują Inari-zushi (smażone tofu, uważane za przysmak japońskich lisów) oraz statuetki lisów. Zdarzało się, że w niektórych chramach mieszkały i były czczone lisy, obecnie jednak zwyczaj ten już nie jest praktykowany.

## Festiwale
Tradycyjną datą festiwalu ku czci Inari jest pierwszy dzień Konia (Hatsu-uma) w lutym. Inari czczony jest również podczas Fuigo matsuri 8 listopada. Dodatkowo, poszczególne chramy organizują własne festiwale. Przykładowo, chram Inari na Kiusiu zbudowany dla powstrzymania zarazy, organizuje festiwal 20 września, zaś Tenso-jinja w Miyamoto-chō w czerwcu i w listopadzie. Podczas festiwalu składa się ofiary, zazwyczaj są to czerwone torii i wstęgi oraz aburaage.